# Acoetes grubei
Acoetes grubei är en ringmaskart som först beskrevs av Johan Gustaf Hjalmar Kinberg 1856.  Acoetes grubei ingår i släktet Acoetes och familjen Acoetidae. Inga underarter finns listade i Catalogue of Life.